# STAY GOLD (Aqua Timez의 노래)
〈STAY GOLD〉(스테이 골드)는 Aqua Timez가 2009년 3월 4일에 발매한 아홉 번째 싱글이다.

## 개요
- 전작 〈Velonica〉 이후 약 2개월만에 발매된 싱글이다.

- 3만장만 발매된 완전생산한정반이며, 세 번째 정규 앨범 《노래하고 사라진 꽃》 발매 1주일 전에 발매되었다. 특전 DVD에는 〈Velonica〉와 〈on the run〉 비디오 클립이 수록되었다.

- 캐치프레이즈는 '다른 사람의 꿈을 비웃을 여유가 있다면 자신의 현실과 맞서라.'(人の夢わらってる暇があるんなら自分の現実と戦え).

## 수록곡
1. STAY GOLD
2. STAY GOLD-Instrumental-

작사·작곡 : 후토시 / 편곡 : Aqua Timez (전곡)

## 차트
- 주간최고순위 11위 (오리콘 차트)
- 데일리최고순위 9위 (오리콘 차트)